# Bernadette Schild
Bernadette Schild (ur. 2 stycznia 1990 w Zell am See) – austriacka narciarka alpejska, dwukrotna medalistka mistrzostw świata juniorów.

## Kariera
Pierwszy raz na arenie międzynarodowej Bernadette Schild pojawiła się 6 grudnia 2005 roku w zawodach FIS Race w Gosau, gdzie nie ukończyła drugiego przejazdu giganta. W 2007 roku wystąpiła na mistrzostwach świata juniorów we Flachau, zajmując między innymi czternaste miejsce w slalomie. Na imprezach tego cyklu startowała jeszcze trzykrotnie, zdobywając przy tym dwa medale. Najpierw wygrała slalom na mistrzostwach świata juniorów w Formigal w 2008 roku, a następnie w tej samej konkurencji była druga podczas mistrzostw świata juniorów w Garmisch Partenkirchen w 2009 roku. W Pucharze Świata zadebiutowała 14 marca 2008 roku Bormio, gdzie nie ukończyła drugiego przejazdu slalomu. Pierwsze pucharowe punkty wywalczyła 29 grudnia 2008 roku w Semmering za 24. miejsce w zjeździe. Nieco ponad cztery lata później Austriaczka po raz pierwszy w karierze stanęła na podium zawodów PŚ - 16 marca 2013 roku w Lenzerheide była druga w slalomie, przegrywając tylko z Mikaelą Shiffrin z USA.
W 2013 roku brała udział w mistrzostwach świata w Schladming, plasując się na dwunastej pozycji w slalomie. Rok później wystartowała na igrzyskach olimpijskich w Soczi, jednak nie ukończyła drugiego przejazdu slalomu. Wystąpiła także na mistrzostwach świata w Sankt Moritz w 2017 roku, gdzie w slalomie była dziesiąta, a w gigancie zajęła siedemnaste miejsce.
Jej starsza siostra Marlies również uprawiała narciarstwo alpejskie.

## Osiągnięcia

### Igrzyska olimpijskie
| Miejsce | Dzień     | Rok  | Miejscowość | Konkurencja   | Czas biegu  | Strata   | Zwyciężczyni     |
| ------- | --------- | ---- | ----------- | ------------- | ----------- | -------- | ---------------- |
| DNF2    | 21 lutego | 2014 | Soczi       | Slalom        | 1:44,54 min | -        | Mikaela Shiffrin |
| 24.     | 15 lutego | 2018 | Pjongczang  | Slalom gigant | 2:20,02 min | + 4,79 s | Mikaela Shiffrin |
| 24.     | 16 lutego | 2018 | Pjongczang  | Slalom        | 1:38,63 min | + 1,55 s | Frida Hansdotter |

### Mistrzostwa świata
| Miejsce | Dzień     | Rok  | Miejscowość  | Konkurencja | Czas biegu  | Strata  | Zwycięzca        |
| ------- | --------- | ---- | ------------ | ----------- | ----------- | ------- | ---------------- |
| 12.     | 16 lutego | 2013 | Schladming   | Slalom      | 1:39.85 min | +1.81 s | Mikaela Shiffrin |
| 17.     | 16 lutego | 2017 | Sankt Moritz | Gigant      | 2:05,55 min | +2,71 s | Tessa Worley     |
| 10.     | 18 lutego | 2017 | Sankt Moritz | Slalom      | 1:37,27 min | +2,97 s | Mikaela Shiffrin |

### Mistrzostwa świata juniorów
| Miejsce | Dzień     | Rok  | Miejscowość       | Konkurencja | Czas biegu  | Strata  | Zwyciężczyni        |
| ------- | --------- | ---- | ----------------- | ----------- | ----------- | ------- | ------------------- |
| 26.     | 8 marca   | 2007 | Flachau           | Gigant      | 2:14.90 min | +4.01 s | Nicole Schmidhofer  |
| 14.     | 11 marca  | 2007 | Flachau           | Slalom      | 1:44.23 min | +2.27 s | Ilka Štuhec         |
| 1.      | 28 lutego | 2008 | Formigal          | Slalom      | 1:33.85 min | -       | -                   |
| DNF1    | 29 lutego | 2008 | Formigal          | Gigant      | 1:42.50 min | -       | Anna Fenninger      |
| 2.      | 1 marca   | 2009 | Ga-Pa             | Slalom      | 1:42.07 min | +0.76 s | Denise Feierabend   |
| DNF2    | 2 marca   | 2009 | Ga-Pa             | Gigant      | 2:45.81 min | -       | Viktoria Rebensburg |
| DNF1    | 1 lutego  | 2010 | Region Mont Blanc | Slalom      | 1:34.47 min | -       | Christina Geiger    |
| 19.     | 5 lutego  | 2010 | Region Mont Blanc | Gigant      | 1:38.34 min | +1.98 s | Mona Løseth         |

### Puchar Świata

#### Miejsca w klasyfikacji generalnej
- sezon 2008/2009: 120.
- sezon 2010/2011: 62.
- sezon 2011/2012: 74.
- sezon 2012/2013: 32.
- sezon 2013/2014: 33.
- sezon 2014/2015: 46.
- sezon 2015/2016: 55.
- sezon 2016/2017: 23.
- sezon 2017/2018: 14.
- sezon 2018/2019: 19.
- sezon 2019/2020: -
- sezon 2020/2021: 110.

#### Miejsca na podium
1. Lenzerheide – 16 marca 2013 (slalom) – 2. miejsce
2. Courchevel – 17 grudnia 2013 (slalom) – 3. miejsce
3. Kranjska Gora – 2 lutego 2014 (slalom) – 3. miejsce
4. Squaw Valley – 11 marca 2017 (slalom) – 3. miejsce
5. Killington – 26 listopada 2017 (slalom) – 3. miejsce
6. Flachau − 9 stycznia 2018 (slalom) – 2. miejsce
7. Levi – 17 listopada 2018 (slalom) – 3. miejsce